# Dimstipatis
Dimstipatis – litewskie bóstwo opiekuńcze podwórza domowego. Według relacji jezuitów składano mu w ofierze koguta. 